# Borja (Zaragoza)
Borja es un municipio y ciudad española de la provincia de Zaragoza, en la comunidad autónoma de Aragón. El término municipal, ubicado en la comarca del Campo de Borja, cuenta con una población de 5191 habitantes (INE 2024).

## Geografía
Integrado en la comarca del Campo de Borja, de la que ejerce de capital, se sitúa a 64 km de la capital aragonesa. El término municipal está atravesado por la carretera nacional N-122 entre los pK 60 y 67, además de por las carreteras autonómicas A-1302, que comunica con Fréscano, y A-1303, que se dirige a Ainzón, y por una carretera local que permite la comunicación con El Buste. El nombre del lugar en aragonés es Borcha.[cita requerida]
El relieve del municipio es irregular, suavizado por la presencia del río Huecha, que lo cruza de oeste a este. Al norte del río, entre los barrancos, se alzan algunas muelas que superan los 700 m de altitud. Al sur del río, el terreno es más abrupto, con numerosos barrancos, superándose los 800 m por el extremo meridional. La altitud oscila entre los 860 m al suroeste y los 440 m a orillas del río Huecha. El pueblo se alza a 448 m sobre el nivel del mar.
| Noroeste: Tarazona y El Buste | Norte: Ablitas (Navarra) | Noreste: Mallén                 |
| Oeste: Bulbuente              |                          | Este: Fréscano, Agón y Magallón |
| Suroeste: Ambel               | Sur: Tabuenca            | Sureste: Albeta y Ainzón        |

## Historia

### Edad Antigua
Sus orígenes se remontan al siglo V a. C. cuando ya existía una población celtibérica denominada Bursau que acuñaba moneda. Estaba situada en un principio en los alrededores de la cueva Esquilar y poco a poco se expandió por el cercano cerro de La Corona. 
Tito Livio ya cita a Bursau en su Historia de Roma como una de las poblaciones celtibéricas del valle del Ebro durante la guerra sertoriana. Plinio el Viejo también la cita dentro de las ciudades pertenecientes al Convento Juridídico de Caesaraugusta. Asimismo, es habitual identificar la Bursada que menciona Ptolomeo en sus crónicas con la actual Borja. Sin embargo, todo parece indicar que se refiere a otra población que habría estado cercana a Cuenca. 
Tras la conquista romana (siglo I a. C.) se inician los asentamientos en las laderas del cerro, en las zonas hoy conocidas como Torre del Pedernal y La Romería. Se estima que a partir de la segunda mitad del siglo III, ante la inseguridad generalizada, la población volvió a La Corona y alrededores. No se conoce mucho de la época visigótica, si bien es previsible que la población permaneció en las cercanías del castillo y de la Corona.

### Edad Media
El mayor auge se produjo en el siglo VIII, con la llegada de los musulmanes quienes pactaron con el conde visigodo que gobernaba la zona, llamado Casio. Durante este tiempo, parece ser que recibió el nombre de Burŷa, a partir del árabe برج (burŷ) que significa "torre" o "fortín". De estas tierras surgieron los Banu Qasi («Hijos de Casio»), quienes desempeñarían un papel decisivo en la historia musulmana de la península ibérica.[cita requerida]
En el siglo XII es reconquistada por los cristianos de manera pacífica. Los musulmanes pudieron permanecer en la población, conservar sus propiedades y mantener su culto. Sin embargo se vieron obligados a trasladar su residencia en el extramuros, concretamente en los alrededores de la calle San Juan.

#### Vinculación con los Borgia
Los Borgia (en origen, previamente a su italianización, Borja) conforman una de las más importantes familias nobles durante el Renacimiento. Inicialmente establecida en Játiva, existe la creencia de que previamente sus raíces arraigarían en la ciudad de Borja.
Según los partidarios de esta hipótesis, cuando Jaime I de Aragón emprendió la conquista de Valencia en 1225, le acompañaron varios caballeros de esta ciudad, entonces villa, quienes permanecerían en Játiva tras su conquista y darían inicio a la saga. Así como es incontestable que en dicha conquista participaron tanto hidalgos como hombres procedentes de Borja, hasta el momento no se ha podido demostrar que los Borgia o Borja desciendan de manera directa de alguna de estas personas. En algún momento incluso se ha intentado justificar que descendían directamente de Pedro de Atarés, sin embargo se sabe a ciencia cierta que murió sin descendencia. Otras fuentes apuntan a que descenderían de un hijo bastardo de este, o de un hijo desheredado (presumiblemente llamado Ximeno García de Borja) por haberse casado en contra de la opinión de su padre, o incluso de un hermano de Pedro de Atarés, pero ninguno de estos dos puntos se ha podido documentar.
Por otro lado, entre las gentes apellidadas Borja que acompañaron a Jaime I, se habla de un «Pedro de Borja proveniente de Jaca». Pese a la imposibilidad de comprobar la veracidad de esa información, hace pensar que sea probable que dicho apellido ya estuviese consolidado en aquella época también en personas no relacionadas con la localidad.
A todo esto hay que añadir que los partidarios de esta hipótesis hacen hincapié en la presencia del buey de gules en el escudo de armas de los Borgia o Borja y de la vaca del mismo color en el escudo de Borja, como prueba de que la familia fue hija de esta ciudad. Sin embargo, el añadido de la vaca al escudo de Borja es muy posterior a la creación del escudo de la familia. Incluso se cree que este añadido se hizo con la intención de unir vínculos entre la localidad y el linaje en algún momento indeterminado del siglo XVII: hasta al menos 1598, en toda la documentación referida a las armas de Borja únicamente se hace referencia exclusivamente al castillo como símbolo distintivo de la ciudad, encontrando la primera referencia a la vaca en el escudo en 1676, en las Ordenaciones de la Ciudad.
Por lo tanto, podemos considerar que existe la posibilidad de que los Borja tengan algún vínculo con la localidad, pero no se puede dar por hecho puesto que no se ha podido documentar.

### Edad Moderna
En los siglos XV y XVI se convirtió en una fortaleza militar frente a las invasiones castellanas, llegando a recibir del rey Alfonso V de Aragón el título de ciudad el 2 de octubre de 1438. Durante el reinado de los Reyes Católicos fueron expulsados los judíos, que formaban una comunidad importante en Borja. Estos dos siglos representaron un periodo de prosperidad para la población, siendo la época en la que se construyeron la mayor parte de los monumentos y casas palaciegas que existen en la actualidad.
Los siglos XVII y XVIII fueron periodos de recesión, enfermedades y sequía. Durante la guerra de sucesión española, a diferencia de la mayoría de poblaciones aragonesas, Borja se posicionó a favor del bando borbónico. Esto le generó numerosas presiones para que abrazase la causa austracista hasta que el 7 de octubre de 1706, un numeroso ejército dirigido por Cristóbal Fernández de Córdoba y Bazán, décimo conde de Sástago, acampó en sus afueras e inició un bombardeo desde las eras de La Horca. Los borjanos, en clara desventaja numérica, resistieron hasta que, finalmente, al día siguiente la ciudad fue asaltada y saqueada por los partidarios del archiduque Carlos. Finalizada la guerra, el 16 de junio de 1708, Felipe V en reconocimiento a su heroísmo y lealtad, añadió un león y una flor de lis al escudo de la ciudad, otorgándole además los títulos de «Muy Ilustre» y «Fidelísima» junto con la leyenda «Saqueada por ser siempre fidelísima». Además le concedió a la ciudad el privilegio, entre otros, de celebrar una feria franca de quince días en septiembre, que sería el origen de lo que hoy se conoce como «Ferias y Fiestas».

### Edad Contemporánea
A mediados del siglo XIX se inicia la recuperación económica y en el último tercio del siglo también se da un auge de las exportaciones de sus vinos a Francia, donde las vides se habían visto asoladas por una plaga de filoxera, plaga que finalmente también se extendería por España llegando a Borja en 1899. A la prosperidad de la ciudad ayuda también la construcción del ferrocarril de Cortes a Borja. Inaugurada el 22 de mayo de 1889, inició su decadencia en los años 1930. El Estado barajó la posibilidad de revitalizarla convirtiéndola en vía ancha, pero finalmente el Escachamatas, como era popularmente conocido, realizó su último trayecto el 7 de marzo de 1955. 
Desde 1834 hasta 1965 fue cabeza del partido judicial de Borja ampliamente descrito en el diccionario de Pascual Madoz.
Durante el siglo XX, la actividad agraria sobre la que estaba basada la economía de Borja fue perdiendo peso específico y no se llega a producir el auge industrial que benefició a otras ciudades, por lo que Borja fue perdiendo paulatinamente importancia económica y política, de tal modo que una parte importante de su población tuvo que emigrar en busca de nuevas oportunidades en las zonas industriales.
En los últimos años del siglo XX, Borja consolidó su economía tradicional, mediante la tecnificación de su agricultura y la calificación con Denominación de Origen de sus magníficos vinos. También fue consolidando y modernizando un sector servicios en constante auge. La actividad industrial, aunque de forma incipiente, se empezó a implantar en el polígono industrial Barbalanca, favoreciendo el cambio de tendencia a la despoblación, ya que permite a los jóvenes tener un futuro asegurado en su localidad de origen.
El 28 de febrero de 1984 en el término municipal ocurrió el accidente aéreo de Borja que es el accidente aéreo militar en suelo español más grave hasta la fecha.

## Demografía
Borja cuenta con una población de 5191 habitantes (INE 2024).
| Gráfica de evolución demográfica de Borja entre 1842 y 2021                                                         |
| |
| Población de derecho según los censos de población del INE Población de hecho según los censos de población del INE |

## Administración y política
| Periodo   | Nombre                        | Partido | Partido                                            |
| --------- | ----------------------------- | ------- | -------------------------------------------------- |
| 1979-1983 | Luis María Garriga Ortiz      |         | Independiente                                      |
| 1983-1987 | Luis María Garriga Ortiz      |         | Candidatura Independiente de Borja (CIB)           |
| 1987-1991 | Félix Martínez Lahuerta       |         | Partido Aragonés (PAR)                             |
| 1991-1995 | Lorenzo Nogués Arrondo        |         | Partido de los Socialistas de Aragón (PSOE-Aragón) |
| 1995-2007 | Luis María Garriga Ortiz      |         | Partido Aragonés (PAR)                             |
| 2007-2011 | Eduardo Arilla Pablo          |         | Partido de los Socialistas de Aragón (PSOE-Aragón) |
| 2011-2015 | Francisco Miguel Arilla Andía |         | Partido Aragonés (PAR)                             |
| 2015-act. | Eduardo Arilla Pablo          |         | Partido de los Socialistas de Aragón (PSOE-Aragón) |

En las primeras elecciones democráticas municipales de 1979, la Candidatura Independiente de Borja (CIB), con Luis Mª Garriga Ortiz a la cabeza, resulta la lista más votada con 4 concejales y accede a la alcaldía sin ningún acuerdo global de legislatura con otras fuerzas políticas, gobernando por tanto en minoría mediante pactos puntuales. En las siguientes elecciones de 1983, la CIB vuelve a presentarse a las mismas, logrando una abrumadora mayoría absoluta con 10 concejales, lo que otorga a esta agrupación la alcaldía de la localidad, repitiendo en la misma Luis Mª Garriga. En las elecciones siguientes de 1987, la CIB se disuelve y parte de los integrantes de la Candidatura Independiente de Borja acaban integrándose en el PAR que alcanza la mayoría absoluta con 7 concejales, proclamándose alcalde Félix Martínez Lahuerta. En 1991, el PAR perdió 3 concejales y la mayoría absoluta (situada en 6 concejales), y fue superado por el PSOE-Aragón con 1 concejal más, siendo elegido alcalde de Borja por el PSOE-Aragón Lorenzo Nogués Arrondo. 4 años después cambian las tornas, y aunque el PSOE-Aragón se mantuvo en el número de concejales, el PAR ganó un concejal, situándose en los 5 concejales. Se produce por tanto un empate con el PSOE, pero el voto favorable del concejal del PP de Aragón permite que el ayuntamiento sea gobernado por el representante del PAR, Luis Mª Garriga Ortiz. En las elecciones municipales de 1999 y 2003, el PAR alcanzó la mayoría absoluta y Luis Mª Garriga Ortiz continuo como alcalde de la localidad. En 2007, el PAR pierde la mayoría absoluta, lo que unido a un pacto postelectoral entre PSOE-Aragón y CHA, permite que Eduardo Arilla Pablo sea investido como alcalde de Borja. En las elecciones municipales del 2011, al superar la localidad los 5000 habitantes, el número de concejales aumenta hasta los 13. En este caso, la anterior coalición de gobierno perdió la mayoría absoluta (situada ahora en 7 concejales), pasando ésta a la coalición entre el PAR y el PP de Aragón, siendo elegido alcalde Francisco Miguel Arilla Andía. En el año 2015, la pérdida de población, devuelve la corporación municipal a los 11 concejales. El pacto de gobierno de CHA, IU y PSOE-Aragón devuelve la alcaldía al socialista Eduardo Arilla Pablo, actual edil de la ciudad.
| Partido político    | Partido político                                                    | 1979   | 1983   | 1987   | 1991   | 1995   | 1999   | 2003   | 2007   | 2011   | 2015   | 2019   | 2023   |
| Partido político    | Partido político                                                    | Ediles | Ediles | Ediles | Ediles | Ediles | Ediles | Ediles | Ediles | Ediles | Ediles | Ediles | Ediles |
|                     | Partido de los Socialistas de Aragón (PSOE-Aragón)                  | 2      | 1      | 3      | 5      | 5      | 3      | 3      | 4      | 5      | 4      | 7      | 7      |
|                     | Alianza Popular (AP)-Partido Popular de Aragón (PP)                 | —      | 0      | —      | 1      | 1      | 1      | 1      | 0      | 3      | 2      | 2      | 3      |
|                     | Chunta Aragonesista (CHA)                                           | —      | —      | —      | —      | —      | —      | 1      | 2      | 1      | 1      | 1      | 2      |
|                     | Ciudadanos Tu Aragón (CSTUA)                                        | —      | —      | —      | —      | —      | —      | —      | —      | —      | —      | —      | 1      |
|                     | Izquierda Unida (IU)                                                | —      | —      | —      | 1      | —      | —      | —      | —      | —      | 1      | 0      | 0      |
|                     | Vox                                                                 | —      | —      | —      | —      | —      | —      | —      | —      | —      | —      | —      | 0      |
|                     | Partido Aragonés (PAR)                                              | 3      | —      | 7      | 4      | 5      | 7      | 6      | 5      | 4      | 3      | 1      | 0      |
|                     | Compromiso con Aragón (CCA)                                         | —      | —      | —      | —      | —      | —      | —      | —      | —      | 0      | —      | —      |
|                     | Unión de Centro Democrático (UCD)-Centro Democrático y Social (CDS) | 2      | 0      | 1      | 0      | —      | —      | —      | —      | —      | —      | —      | —      |
|                     | Candidatura Independiente de Borja (CIB)                            | 4      | 10     | —      | —      | —      | —      | —      | —      | —      | —      | —      | —      |
| Total de concejales | Total de concejales                                                 | 11     | 11     | 11     | 11     | 11     | 11     | 11     | 11     | 13     | 11     | 11     | 13     |

## Patrimonio

### Colegiata de Santa María

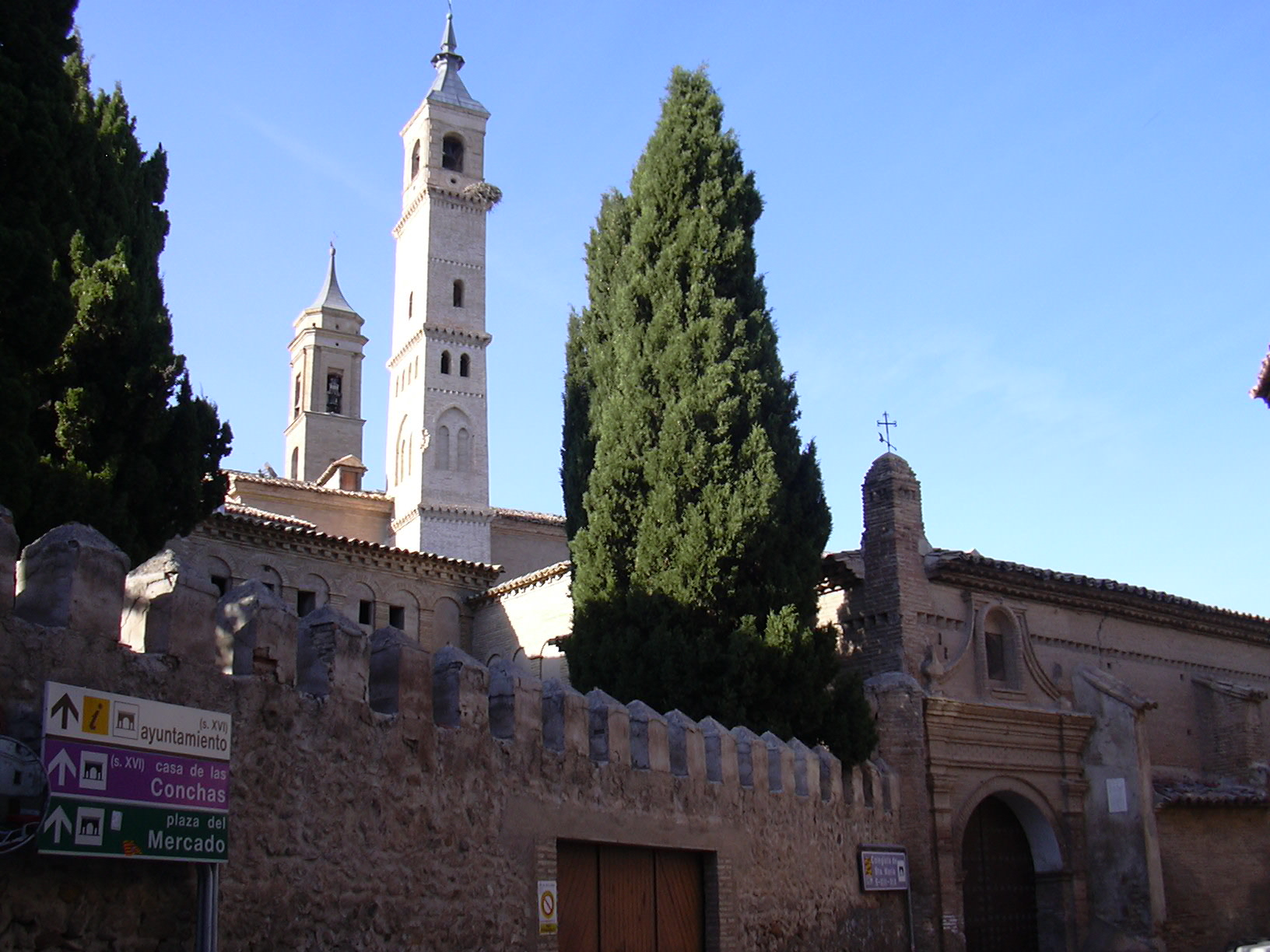
Torres mudéjares

En esta colegiata se mezclan varios estilos. Posee dos esbeltos campanarios. La iglesia, de una sola nave, tiene ábside poligonal y capilla entre los contrafuertes. En el exterior predomina el mudéjar, mientras que su interior es barroco. Destacan el retablo mayor, el órgano y las tablas góticas de la sacristía. El claustro fue construido en el siglo XV. En el siglo XIX se le añadió el pórtico.
En una de sus torres todavía se aprecia el impacto de un cañonazo consecuencia del asedio al que se sometió la ciudad en 1706 durante la guerra de sucesión española.

### Castillo y recintos amurallados
El castillo y los recintos amurallados tienen su origen en la implantación islámica en la ciudad, haciéndose especialmente relevantes en el siglo XII, debido a la posición estratégica de la localidad sobre el valle del Huecha. Se conservan muy fragmentariamente, habiendo servido en los últimos siglos de cantera para las construcciones en la ciudad.

### Bodegas rupestres
Conjunto de cuevas excavadas en roca destinadas a la producción de vino típicas de la Comarca del Campo de Borja, donde existen en torno a 400. En Borja todavía existen aproximadamente 100, repartidas principalmente en los cerros de la cueva Esquilar, de la Corona y al sur del cerro del Castillo. Se disponen en hileras a distintas alturas a ambos lados (Poniente y Saliente) de los cerros. Constan por lo general de una sala principal abovedada a la que se accede desde el exterior por un pasillo. Adicionalmente puede tener a los lados otras pequeñas salas, también excavadas. A los lados de las salas suelen existir oquedades, también picadas en piedra, donde poder poner barricas, toneles, muebles, etc. La sala principal suele tener también una lumbrera que sirve para evacuar la bodega de los gases que liberan las uvas en su fermentación. La primera solicitud registrada en Borja para excavar una bodega data de 1863. Es precisamente en esta segunda mitad del siglo XIX cuando aumenta el número de las bodegas debido al aumento de la producción de vino de dichos años. Pese a que su uso original, y principal, es el de producir vino, algunas se han rehabilitado para ser usadas como vivienda.

### Edificio Consistorial

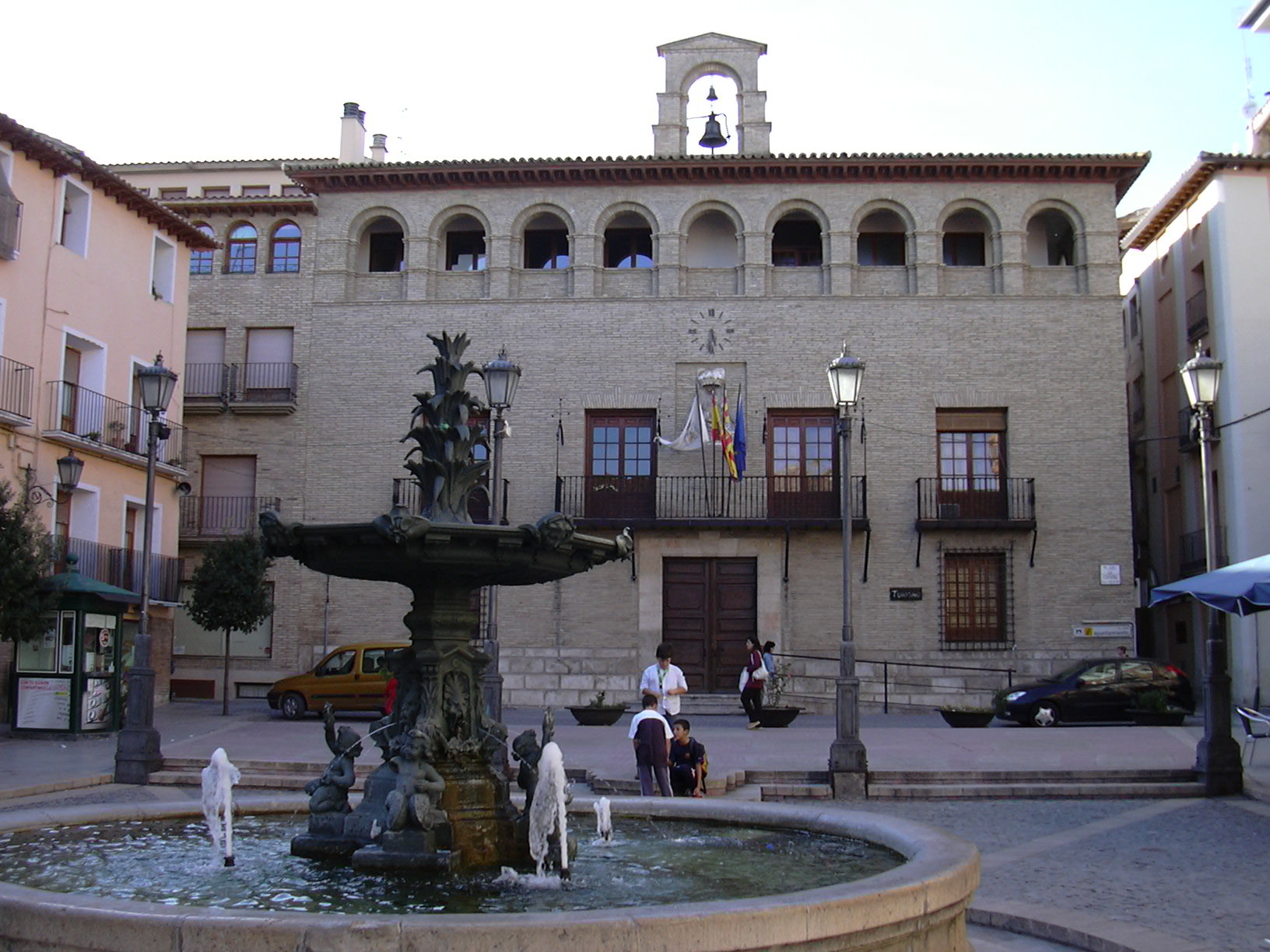
Ayuntamiento de Borja

El Ayuntamiento de la localidad constituye uno de los edificios característicos de la arquitectura aragonesa del siglo XVI. Construido en 1534 por el maestro de obras borjano Antón de Veoxa, fue construido en ladrillo. Los elementos característicos de este edificio son: 
- En su planta baja destaca su puerta de acceso de dinteles labrados en piedra.
- En su planta noble, destacan los balcones de forja y especialmente el Salón de Reyes donde se expone una nutrida galería de retratos de monarcas de la casa de Aragón, realizados en el siglo XVII. Se representan aquellos monarcas que concedieron privilegios a la villa y después ciudad de Borja. Preside la sala un retrato ecuestre de Juan Carlos I, obra del pintor borjano Jacinto del Caso.
- En su planta alta, podemos encontrar la galería de arcos dobles y el alero de madera labrada rehecho conforme al original

### Iglesia de San Miguel
Situada en la plaza de San Francisco, de estilo gótico-mudéjar con ábside románico del siglo XVIII. La iglesia de San Miguel alberga el actual Museo Arqueológico de la ciudad de Borja. Este centro muestra el legado dejado por las culturas que anteriormente habitaron en la ciudad. Es un equipamiento cultural, educativo y de ocio de primer orden que se ha materializado gracias a la colaboración del Ayuntamiento y del Centro de Estudios Borjano.

### Otros monumentos y lugares de interés

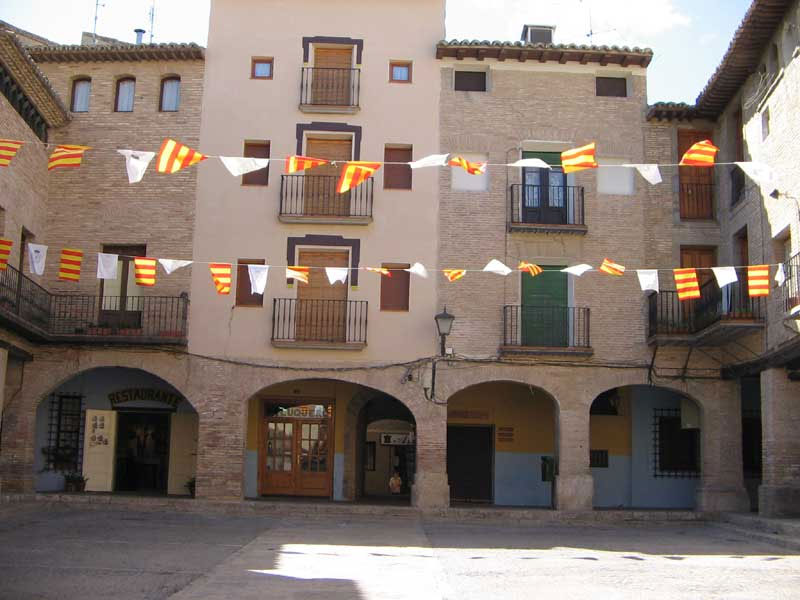
Plaza del Mercado

- Convento de Santa Clara, iglesia barroca del siglo XVII, en la que destaca el retablo del altar mayor del siglo XVIII.
- Convento de la Concepción, siglo XII.
- Iglesia de San Bartolomé, edificada en el siglo XVII, fue demolida en los años 1960, permaneciendo únicamente de la iglesia antigua la fachada barroca del siglo XVIII
- Iglesia de Santo Domingo, actual auditorio municipal. Edificación del siglo XII, destacando en su interior el retablo mayor obra del siglo XVIII.
- Museo de la Colegiata. Edificio del siglo XVI restaurado en 2003. En un primer momento acogió al Hospital Sancti Espíritus hasta que es trasladado a su actual ubicación en 1868. Destacan las tablas góticas de madiados del siglo XV realizadas por los hermanos Nicolás y Martín Zahórtiga que formaron parte del retablo mayor de la Colegiata de Santa María hasta el siglo XVII.
- Museo Baltasar González, construido en el siglo XV, se trata del edificio civil borjano de mayor antigüedad. Destaca la pequeña celosía mudéjar de su escalera entre otros elementos de interés. Acoge exposiciones temporales.
- Plaza del Mercado, plaza con soportales de arcos adintelados. Antiguamente era conocida como la plaza de adentro por estar dentro del recinto amurallado. En ella destaca el palacio de los Angulo del siglo XVI con portada barroca.
- Ermita de San Jorge, de estilo gótico-mudéjar del siglo XVII.
- Ermita del Santo Sepulcro, ermita barroca de 1690 situada a 1,6 km de Borja, en la carretera que conduce al Santuario de Misericordia. Destaca en su interior una imagen policromada de Cristo yacente del siglo XVIII.
- Templete del siglo XVIII.
- Numerosas casas hidalgas, construidas en ladrillo, con sobrias fachadas en las que destacan el alero labrado, las galerías, y las portadas bajo arcos de medio punto. Todas ellas son obras de los siglos XVI al XIX, por ejemplo la casa de María de Aguilar del siglo XVI actual sede del Centro de Estudios Borjanos en la que destaca su alero de madera.
- Casa de las Conchas (Palacio de los Vera), conocida con ese nombre por la forma de los clavos que adornaban la puerta, fue construida en 1522. Declarada monumento nacional BIC en 1978.
- Hospital del Sancti Spiritus, fundado en 1623 como convento de los Capuchinos, mantuvo esta función hasta su desamortización en 1868. En ese momento pasa a ser la sede del Hospital, función que mantiene hasta ahora. Conserva las columnas renacentistas del patio.
- Casa de la Estanca, construcción civil del siglo XVI con una bella decoración mudéjar. Catalogada como Bien de Interés Cultural (BIC) desde el año 2001. Se encuentra a unos seis kilómetros del centro urbano.
- Santuario de Nuestra Señora de Misericordia con una iglesia de estilo gótico tardío (siglo XVI), también en las afueras. Famosa por tener en su interior el cuadro del Ecce Homo de Elías García Martínez cuya restauración ha generado una gran repercusión internacional.
- Ermita del Calvario, que se alza sobre la meseta de La Muela. Edificada en 1566 con piedra sillar y de forma circular. En ella se venera una imagen de Cristo también del siglo XVI.
- Cueva de Moncín, yacimiento arqueológico en la Muela que fue proclamado en 1998 por la UNESCO Patrimonio de la Humanidad dentro del conjunto conocido como Arte rupestre levantino.
- Torreón de los Borja, edificio de titularidad privada y gestionado por la Asociación A-71 donde se realizan exposiciones.
- Ecocamping, situado en el barrio de verano, Santuario de Misericordia.

### Instituto IES Juan de Lanuza
El Instituto está situado en la calle Capuchinos 1, situado donde antes se levantaba la antigua estación del ferrocarril entre Borja y Cortes.

### Santuario de Misericordia

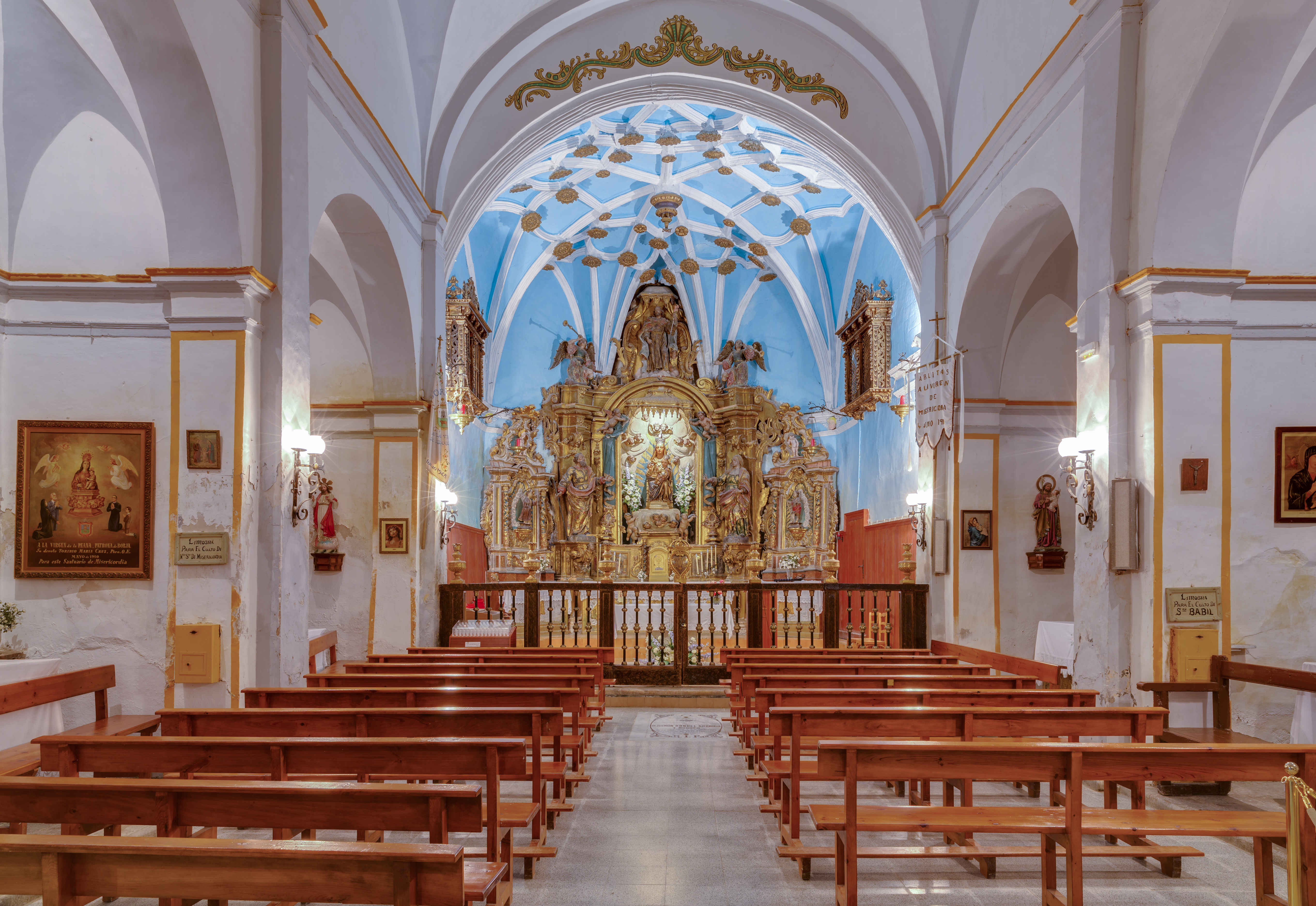
Vista general del interior del santuario

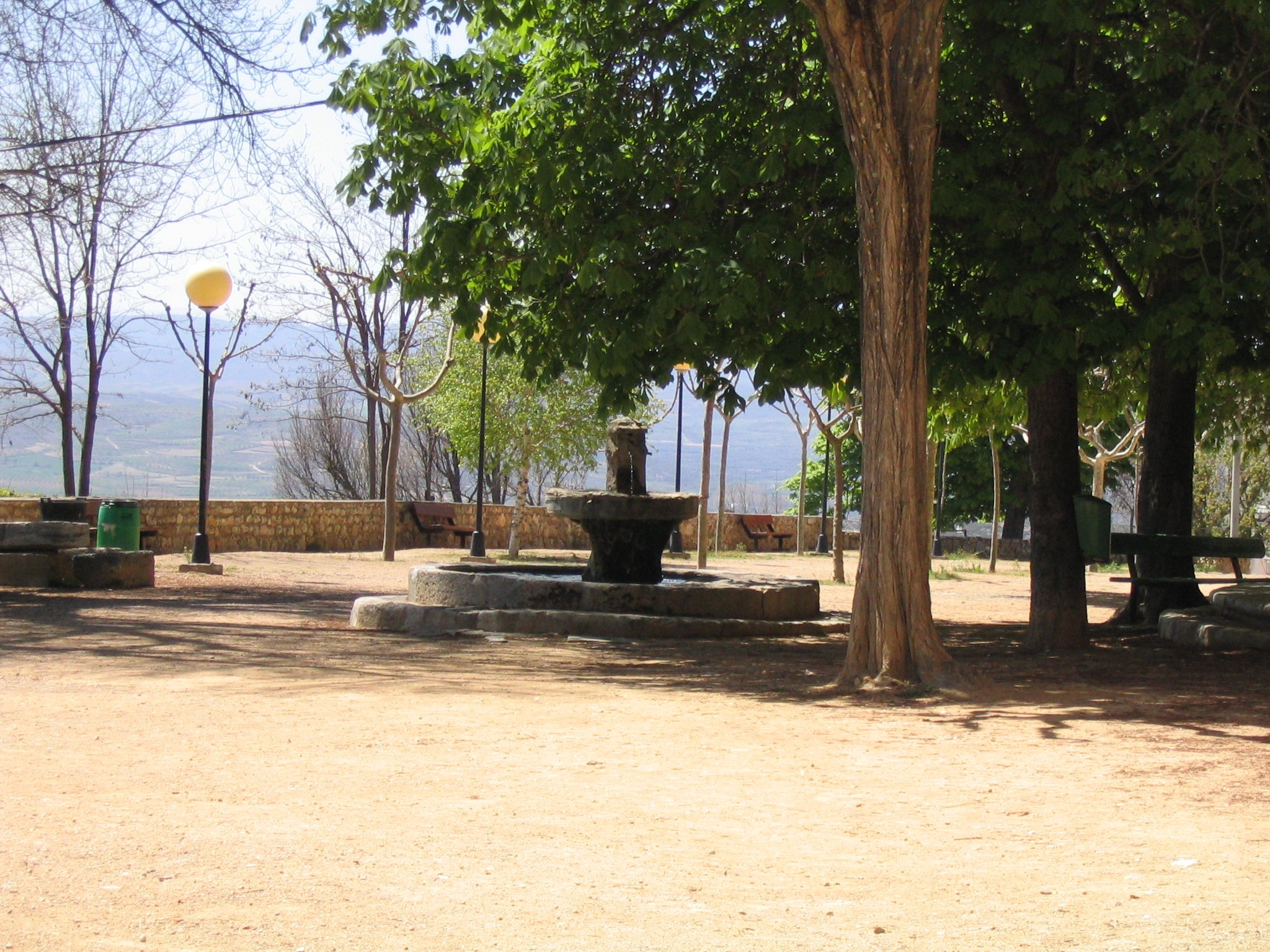
Plaza del Santuario de Misericordia

Se encuentra a 672,5 metros de altitud sobre el nivel del mar, a 67 km de Zaragoza y a 6 de la ciudad de Borja, municipio al que pertenece.
La colonia surgió gracias a la fama de sus fuentes y de sus pinares. El lugar permite disfrutar de una estancia muy tranquila además de posibilitar la práctica de algunos deportes como BTT o senderismo entre otros. Existe una zona cerca de la plaza con parrillas y mesas permitiendo pasar una agradable jornada.
A principios del siglo XV existía en este monte una ermita dedicada a Santa Eulalia que era muy visitada por los vecinos de Borja y de los pueblos de la Comarca. Cuando en 1451 se abrieron los cimientos del claustro de la Colegiata de Santa María de Borja, apareció escondida una imagen de la Virgen con la inscripción "MATER MISERICORDIA" que al parecer siglos antes, había sido enterrada para protegerla en la invasión árabe. En un principio, la imagen se ubicó en la Colegiata Santa María, para luego ser trasladada a la ermita de Santa Eulalia, pasando a llamarse desde entonces Santuario de Misericordia. Hasta 1578 existía solo la ermita y la casa del sacerdote, comenzado en esa fecha a construirse el Caserón, la portada, el patio, el cabildo viejo, la iglesia, además de la fuente redonda que hay en la plaza. En la iglesia destaca el altar mayor de estilo barroco y una hermosa talla románica de la Virgen de Misericordia con el Niño del siglo XIII. 
Un deteriorado Ecce Homo pintado en un muro de la iglesia a finales del siglo XIX, o principios del XX, obra del artista Elías García Martínez, fue "restaurado" fallidamente en 2012 por iniciativa de una parroquiana aficionada de 81 años, Cecilia Giménez, en el marco de una intervención improvisada. Esta actuación fue dada a conocer por el Centro de Estudios Borjanos en Internet, siendo recogido por los medios de comunicación que dieron una gran cobertura al suceso, otorgando fama mundial tanto a la pintura mural original como a la nueva obra resultante.
Un equipo de restauradores profesionales ha examinado la pintura, que está muy alterada por los repintes, para revertir los cambios. Sin embargo, hay diferentes opiniones pues otras personas consideran que la nueva obra debe dejarse tal como está, pues se ha convertido en un icono de nuestro tiempo. Miles de personas de todas las procedencias acuden a fotografiarse junto a la obra.
Por otra parte, el Ecce Homo de García Martínez no era completamente original, pues parece directamente inspirado en otro Ecce Homo de Guido Reni. Tiene muchos paralelismos con variantes de la obra de Guido Reni en grabados, como uno de William French (1815-1898), y reproducciones en estampas religiosas y tarjetas postales.
En lo alto de la muela a 840 metros se encuentra la ermita del Calvario. Se trata de una curiosa construcción circular edificada en piedra el año 1565. El crucifijo, de mediados del siglo XVI que actualmente se encuentra en su interior, se trasladó en 1586 desde la Colegiata de Santa María, ese mismo año se construyeron también las capillas laterales. Al Calvario se puede acceder en coche, y a pie por el camino del "Vía Crucis", camino bien señalizado que se encuentra en la parte posterior del caserón y del estanque.

### EcoCamping
El Eco Camping es un complejo turístico inaugurado en 2010, que se propone ser un enclave sostenible con el medio y con la naturaleza que le rodea (el santuario de Misericordia, pedanía de la localidad de Borja).
Tiene una capacidad de 100 personas y ofrece diferentes alternativas, desde parcelas para campistas hasta bungalós. Está completamente equipado con recepción, parque infantil, barbacoa, aseos, duchas, piscina, lavandería y bar.

## Fiestas y tradiciones

### Semana Santa
La celebración de la Semana Santa cobra especial importancia en la localidad, destacando en el día de Viernes Santo el pregón y la procesión del "Entierro de Cristo". También destaca la "Procesión de los Pasos" del Jueves Santo, cuyos orígenes se remontan al siglo XVII. En la celebración de la Semana Santa participan numerosas cofradías, siendo las más importantes en número de participantes las Cofradías de cornetas y tambores de San Juan Evangelista y la de San Sebastián y la Verónica.

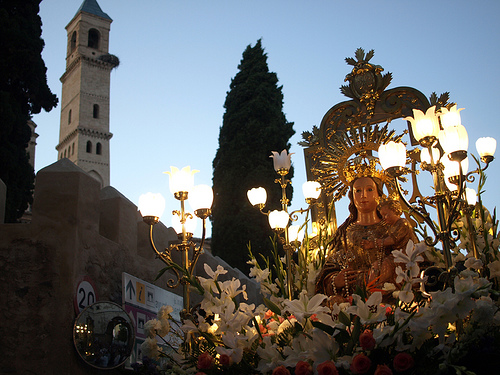
Virgen de la Peana en procesión

### Fiestas patronales en honor a la Virgen de la Peana
Borja celebra sus fiestas patronales en honor a la Virgen de la Peana el primer domingo de mayo. Las fiestas tienen una duración de unos 4 días, de viernes a lunes, siendo el domingo el día grande día en el que se venera a la patrona de la ciudad y se realiza la tradicional ofrenda de flores. 
El acto central del día es el Rosario de Cristal, cuyos orígenes se remontan al año 1928 y fue declarado en 2005 como Fiesta de Interés Turístico Regional. Dicho rosario comienza al anochecer y consiste en una procesión de más de 120 faroles luminosos que representan los misterios del Rosario, seguidos de la imagen de la Virgen en Peana que es llevada a hombros por los mozos de la localidad.
La imagen de la Virgen se encuentra durante todo el año en la Colegiata de Santa María, donde se le rinde culto.

### Fiestas de San Bartolomé
Pese a no ser patrón de la ciudad, las fiestas de San Bartolomé, que eran en origen fiestas del barrio que lleva el mismo nombre, gozan de gran popularidad entre los borjanos. Los actos centrales tienen lugar el día 24 de agosto, día del Santo, y el día 25 de agosto en el que se lleva a cabo la romería al Santuario de Misericordia. 
Los días 24 y 25, se lleva a cabo la representación del Dance o "Palotiau" de San Bartolomé. Se cree que la Cofradía de San Bartolomé se hizo cargo del Dance en la mitad del siglo XIX y ha llegado hasta nuestros días con una pujanza indudable que crece día a día. Dicha representación consta de dos partes. En la primera de ella, se lleva a cabo una representación donde actúan los personajes del mayoral, el zagal, el ángel y el diablo. Desde hace unos años se ha perdido la figura del Cipotegato, que vestía traje de colores adornado con cascabeles, una máscara y un gorro de colores. Actualmente se está intentando recuperar.
En la segunda parte del acto, se lleva a cabo el Dance, en el que se utilizan palos, arcos, y palos con cintas. La música es interpretada por la Agrupación Musical Borjana. Las Mudanzas, conjunto de 12 bailes, ejecutados por 8 danzantes son: El Clavel, Clavel Rojo (cintas y cintas doble), Palillos (suelo), Jota, Vals, Chúmbale, Roscón o Pasacalles, Dance de los arcos, aspa, mazurca, cortesías y rodeada. La indumentaria de los danzantes ha cambiado con el paso de los años:
- Indumentaria antigua: blusón blanco, faldón o sayeta blanca con bordados, media negra, faja roja y dos cintas en el pecho, una roja en el lado izquierdo con una imagen de San Bartolomé y otra en lado derecho del color de cada danzante con el escudo de la ciudad.
- Indumentaria reciente de los danzantes: pantalón blanco con cintas rojas a los lados, blusón blanco, pañuelo a modo de corbata, faja roja y calcetín negro.

### Ferias y fiestas de septiembre
Las fiestas mayores tienen lugar alrededor de la 3.ª o 4.ª semana de septiembre. El origen de esta fiesta se remonta a una feria de ganado. Actualmente se celebran de un viernes al jueves de la semana siguiente. 
- Un acto tradicional de las fiestas populares de la localidad es la salida de la Comparsa de Gigantes y Cabezudos, acompañados de la Agrupación municipal Borjana, al compás del pasodoble "Campanas y Cohetes", compuesta por Ramón Borobia Paños, músico de la localidad.

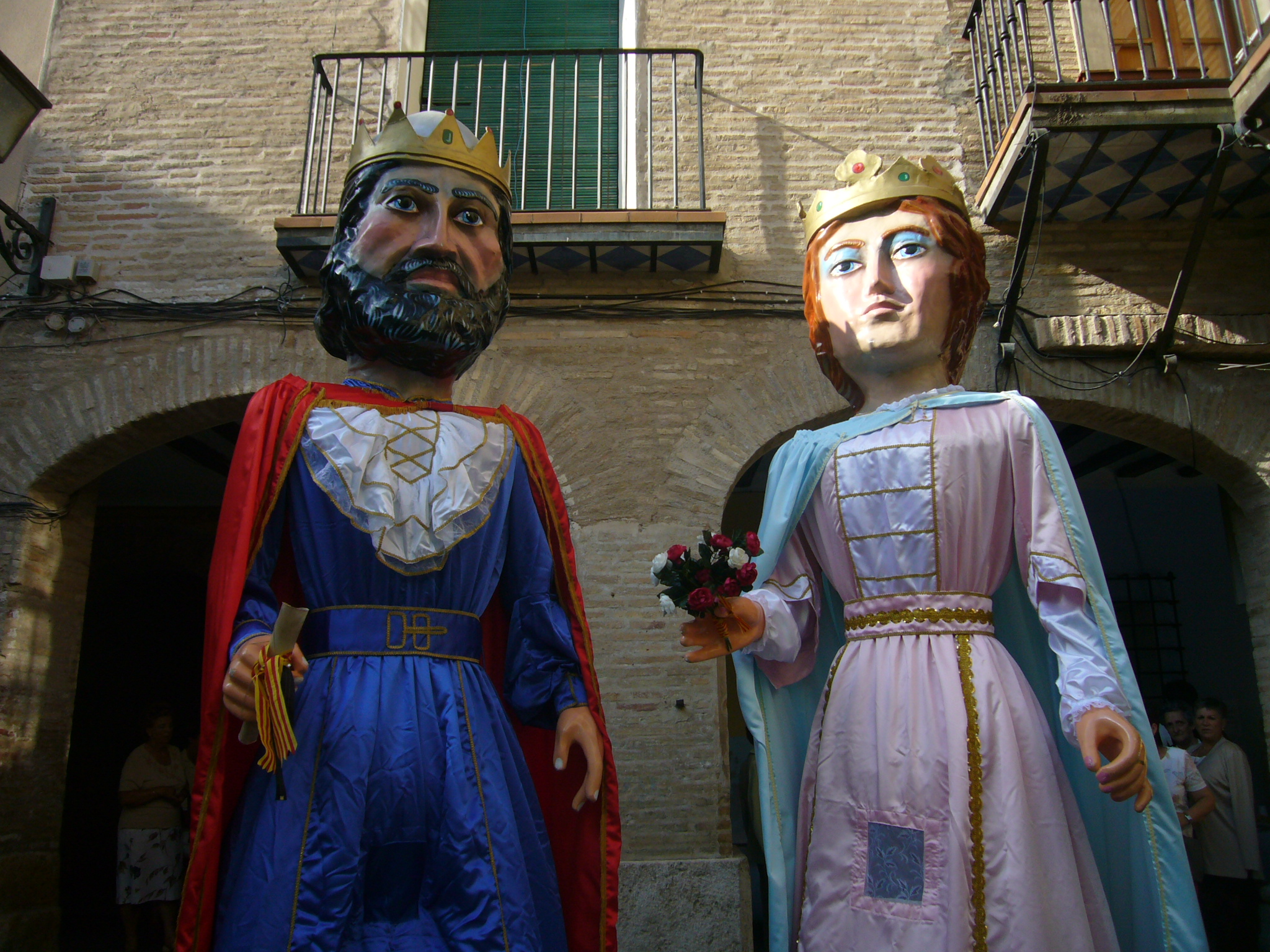
El Rey y la Reina

- Actualmente existen dos parejas de gigantes. La primera de ellas gigantes fue adquirida en 1981 y son la representación de los Reyes Católicos. Realizados en cartón piedra, son un modelo único realizado para la localidad. Tienen un peso aproximado de 40 kg, y miden 3,70 m el Rey, y 3,60 m la Reina. Fueron restaurados en el año 1998 por "Aragonesa de Fiestas".
- En mayo de 2011, tras una intensa restauración, volvieron a salir a la calle los primeros gigantes de los que constaba la ciudad, que datan del siglo XIX. Representan un mago con un escudo de Borja y un Hada.
- Acompañando a los gigantes, los cabezudos, también realizados en cartón piedra. Actualmente, son la Morica, el Berrugón, la Baturra, el Baturro, Napoleón, el Diablo y la Bruja (actualmente desaparecida).

En el año 2012, las ferias y fiestas de septiembre tuvieron lugar del 18 al 23 de septiembre.

### Otras celebraciones
- San Antón y San Sebastián, el 17 y 20 de enero, realizándose las tradicionales hogueras la noche anterior.
- Jueves Lardero, el jueves de la primera semana de febrero, se merienda el típico "Palmo"
- San Jorge, el 23 de abril, se acude a la ermita a merendar la tradicional "culeca" (pan dulce con huevos duros con forma de mujer).
- Fiestas del Santuario de Misericordia (15 de agosto) en honor a la Asunción de la Virgen.

### Festivales musicales y otros eventos
- Festival Amante, festival de música Indie que se celebra a mediados de agosto. Reúne los conciertos de los grupos nacionales más conocidos junto con una propuesta cultural y gastronómica variada.
- BorjaenJazz o BorJazz, festival de Jazz que tiene lugar durante el mes de julio.
- Jornadas Corales de Canto Coral de Aragón, con varios conciertos a cargo de corales internacionales y un curso de dirección de coros impartido por un profesor de renombre internacional. La actuación de los coros se desarrolla en la Colegiata de Santa María, y el curso en el auditorio municipal. En el año 2010 se celebró su XXX edición. Tiene lugar la última semana de octubre y primera de noviembre.
- Winter Festival, festival de música dance. Se celebra anualmente en el mes de noviembre. Comenzó en enero de 2009.
- Borja Scooter Run, reunión anual de scooters clásicas, siendo su primera edición en 2007, tiene como eventos más destacados rutas, comidas y eventos musicales durante todo el fin de semana, dándose cita el primer fin de semana de marzo, con una gran afluencia de asistentes.

## Localidades hermanadas
- Jurançon (Francia, desde 1991)
- Lisle-sur-Tarn (Francia, desde 2009)